# Соломон Аш
Соломон Аш (на английски: Solomon E. Asch) е полски гещалт-психолог и пионер в социалната психология в Съединените щати. Той създава важни творби върху формирането на впечатления, престижно предложение, конформизъм и други теми от социалната психология. Работата му следва обща тема на гещалт психологията, според която целостта не само е по-силна от нейните части, но природата на цялото фундаментално променя частите. Най-известен е със своите конформистки експерименти, в които той показва влиянието на груповия натиск върху мненията. Проучване на Review of General Psychology, публикувано през 2002, класира Аш като 41-вия най-цитиран психолог на XX век.

## Биография
Аш е роден е на 14 септември 1907 година във Варшава, Полша в еврейско семейство. Израства в малко градче, Лович, Полша. През 1920 г. Аш емигрира със семейството си в Съединените щати. Живеят в Долен Ийст Сайд, Ню Йорк, район, гъсто населен от еврейски, италиански и ирландски имигранти. Учи до степен бакалавър в колеж в Ню Йорк, по-късно става магистър и доктор в Колумбийския университет, където научен ръководител му е един от основоположниците на гещалт психологията Макс Вертхаймер.
Умира на 20 февруари 1996 година в Хавърфорд, САЩ, на 88-годишна възраст.

## Научна дейност
Класически експеримент на Соломон Аш, проведен през 1951 г., доказва наличието на конформизъм в групата. На две отделни табла той представя пред изследваните лица няколко вертикални линии. Едното съдържа стандартна линия – от 2 инча в някои експерименти, до 10 – в други. На другото табло са начертани три линии: едната е с дължината на стандартната, другите две – съответно по-дълга и по-къса. От изследваните лица се иска да посочат коя от линиите е равна по дължина на стандартната. Участниците – 8 подставени лица и едно изследвано лице – се подреждат в полукръг пред таблата. Изследваното лице сяда предпоследно в редицата. От всички участници се иска да кажат коя линия измежду пробните е равна на стандарта. Експериментът е нагласен така, че изследваното лице да чуе 7 други мнения, преди да каже своето. Правят се 18 сеанса, от които 6 – неутрални, в които подставените лица дават реални, верни отговори, и 12 контролни сеанса, в които подставените лица по инструкция дават подвеждащи, грешни отговори. В резултат се обособяват два типа реакции от страна на изследваните лица. В единия случай те се поддават в повече от половината опити (сеанси) на мнението на мнозинството и дават мнение, сходно с общото мнение на групата, въпреки че впоследствие декларират, че са знаели, че другите не са прави, но са били несигурни в собствената си преценка. В другия случай попадат изследвани, които са се поддали в по-малко от половината опити и са били твърдо убедени в собствената си правота, държали са се неконформно. Допускането е, че конформизмът е плод, освен на несигурност, и на желанието индивидът да не бъде отхвърлен от групата или да не стане обект на присмех.
Известни експерименти, свързани с конформизма, прави и Мюзафер Шериф.